# Benefício (psicanálise)
Em psicanálise, o benefício é um conceito proposto por Sigmund Freud segundo o qual a formação de sintomas permite ao individuo uma diminuição das tensões produzidas por uma situação de conflito, conforme o princípio do prazer.
Freud distingue dois tipos de benefício: o benefício primário da doença, "solução cômoda no caso de um conflito psíquico", na medida em que "ela primeiro poupa um esforço"; e o benefício secundário, que seria um esforço do ego para compactuar com a doença já instalada. Desde então, o ego se adaptaria ao sintoma como o faz ordinariamente com o mundo exterior, porém, esse esforço choca-se com um dos aspectos irredutíveis do sintoma, que é o de ser um substituto da moção pulsional recalcada, renovando continuamente sua exigência de satisfação e conduzindo o ego a uma nova luta defensiva.